# Ciclone Kenneth
O ciclone tropical intenso Kenneth foi o ciclone tropical mais forte a atingir a costa de Moçambique desde o início dos registos modernos. O ciclone também causou danos significativos nas Ilhas Comores e na Tanzânia. A décima quarta tempestade tropical, décimo ciclone tropical recorde e décimo ciclone tropical intenso da temporada de ciclones do sudoeste do Oceano Índico de 2018-1919, Kenneth formou-se a partir de um vórtice que o escritório Météo-France em Reunião (MFR) mencionou pela primeira vez em 17 de abril. O MFR monitorou o sistema nos próximos dias, antes de designá-lo como Distúrbio Tropical 14 em 21 de abril. O distúrbio localizou-se em um ambiente favorável ao norte de Madagáscar, o que permitiu que se agravasse em uma depressão tropical e posteriormente em uma tempestade tropical, ambas no dia seguinte. A tempestade então iniciou um período de rápida intensificação, culminando em um intenso ciclone tropical com ventos sustentados de 10 minutos de 215 km/h (134 mph) e uma pressão central mínima de 934 hPa (27,58 inHg). Naquela época, Kenneth começou a passar por um ciclo de substituição da parede do olho e enfraqueceu ligeiramente, antes de atingir o continente mais tarde naquele dia como um ciclone tropical intenso. Como resultado da interação com a terra, Kenneth ficou desorganizado quando atingiu o continente e degenerou rapidamente depois disso. A tempestade então moveu-se para o sul, com o MFR cancelando todos os principais avisos para as cidades do interior. Kenneth foi reclassificado como uma depressão terrestre após o desembarque, com o MFR emitindo o seu alerta à meia-noite UTC em 26 de abril. A atividade de tempestade desenvolveu-se na costa de Moçambique em 27 de abril, quando o sistema começou a derivar para o norte. Kenneth reemergiu na costa do norte de Moçambique em 28 de abril, antes de se dissipar no dia seguinte.
Antes do desembarque de Kenneth, as autoridades locais evacuaram mais de 30.000 pessoas no caminho da tempestade no norte de Moçambique. Kenneth matou pelo menos 52 pessoas no total; no país de Comores; O vento e as chuvas de Kenneth causaram pelo menos sete mortes, enquanto 45 pessoas morreram em Moçambique. Os danos estão atualmente estimados em $ 100 milhões ( USD 2019).

## História meteorológica
Em 17 de abril, o MFR começou a monitorar um vórtice ao norte de Madagáscar. O MFR continuou a monitorar o sistema nos dias seguintes, observando um aumento significativo na convecção profunda em 21 de abril. No dia 22 de abril às 12h UTC, o MFR emitiu boletins sobre o sistema, designando-o como Distúrbio Tropical 14. Logo depois, o Joint Typhoon Warning Center (JTWC) emitiu um alerta de formação de ciclone tropical, observando que a perturbação estava localizada em um ambiente favorável com baixo cisalhamento vertical do vento e temperaturas quentes da superfície do mar de 29–30 °C (84–86 °F). No início do dia 23 de abril, o JTWC passou a emitir alertas no sistema, classificando-o como Ciclone Tropical 24S. Poucas horas depois, o MFR atualizou o sistema para uma depressão tropical enquanto se movia para oeste, sob a influência de uma crista de nível baixo a médio localizada ao sul. O MFR elevou a depressão a uma tempestade tropical moderada às 12:00 UTC, atribuindo o nome de Kenneth à tempestade. Naquela época, o MFR afirmou que as temperaturas máximas das nuvens tinham diminuído para −90 °C (−130 °F) e que a organização geral do sistema havia melhorado.
Logo após ser nomeado, Kenneth começou a Rápida intensificação, com o JTWC observando que uma característica de olho havia se desenvolvido. Por volta das 00:00 UTC de 24 de abril, o MFR atualizou o sistema para uma forte tempestade tropical. Poucas horas depois, o JTWC fez o mesmo, elevando Kenneth ao equivalente a um furacão de categoria 1 na escala de furacões de Saffir-Simpson. Às 12:00 UTC, Kenneth foi promovido pelo MFR ao décimo ciclone tropical da temporada. Naquela época, o MFR declarou que um olho estava tentando se formar dentro da nublada densa central da tempestade, e que o cisalhamento do vento estava começando a diminuir. Por volta das 18:00 UTC, Kenneth se fortaleceu no equivalente a um grande furacão de categoria 3. Naquela época, o Aeroporto Internacional de Hahaya, na ilha Comores de Grand Comore, relatou ventos de 36 kn (67 km/h; 41 mph) enquanto Kenneth estava localizado a cerca de 55 km (34 mi) para o norte. Seis horas depois, o MFR elevou Kenneth ao status de ciclone tropical intenso, observando que a tempestade tinha um anel convectivo muito frio e que o núcleo havia se tornado mais compacto. Em 25 de abril, às 06:00 UTC, Kenneth atingiu o pico de intensidade, com ventos sustentados de 10 minutos de 215 km/h (134 mph) e uma pressão central mínima de 934 hPa (27,58 inHg ). Naquela época, Kenneth tinha um olho de ciclone cercado por uma forte convecção; no entanto, a tempestade também começou a passar por um ciclo de substituição da parede do olho. Enquanto isso, o JTWC estimou que Kenneth atingiu o pico como uma categoria Ciclone tropical equivalente a 4, com ventos sustentados de 1 minuto de 230 km/h (140 mph). Conforme Kenneth se aproximava da costa de Moçambique, o sistema lentamente começou a enfraquecer devido ao ciclo de substituição da parede do olho e aos efeitos de fricção da interação da terra. Mais tarde naquele dia, às 13:15 UTC, Kenneth atingiu a costa de Moçambique, ao norte de Pemba, como um ciclone tropical intenso com ventos sustentados de 1 minuto de 220 km/h (140 mph), equivalente a um furacão de categoria 4. Isso fez de Kenneth o ciclone tropical mais intenso na história de Moçambique. Isso também marcou a segunda vez na história registada de Moçambique em que duas tempestades atingiram a terra durante a mesma temporada de ciclones com intensa intensidade de ciclones tropicais ou mais.

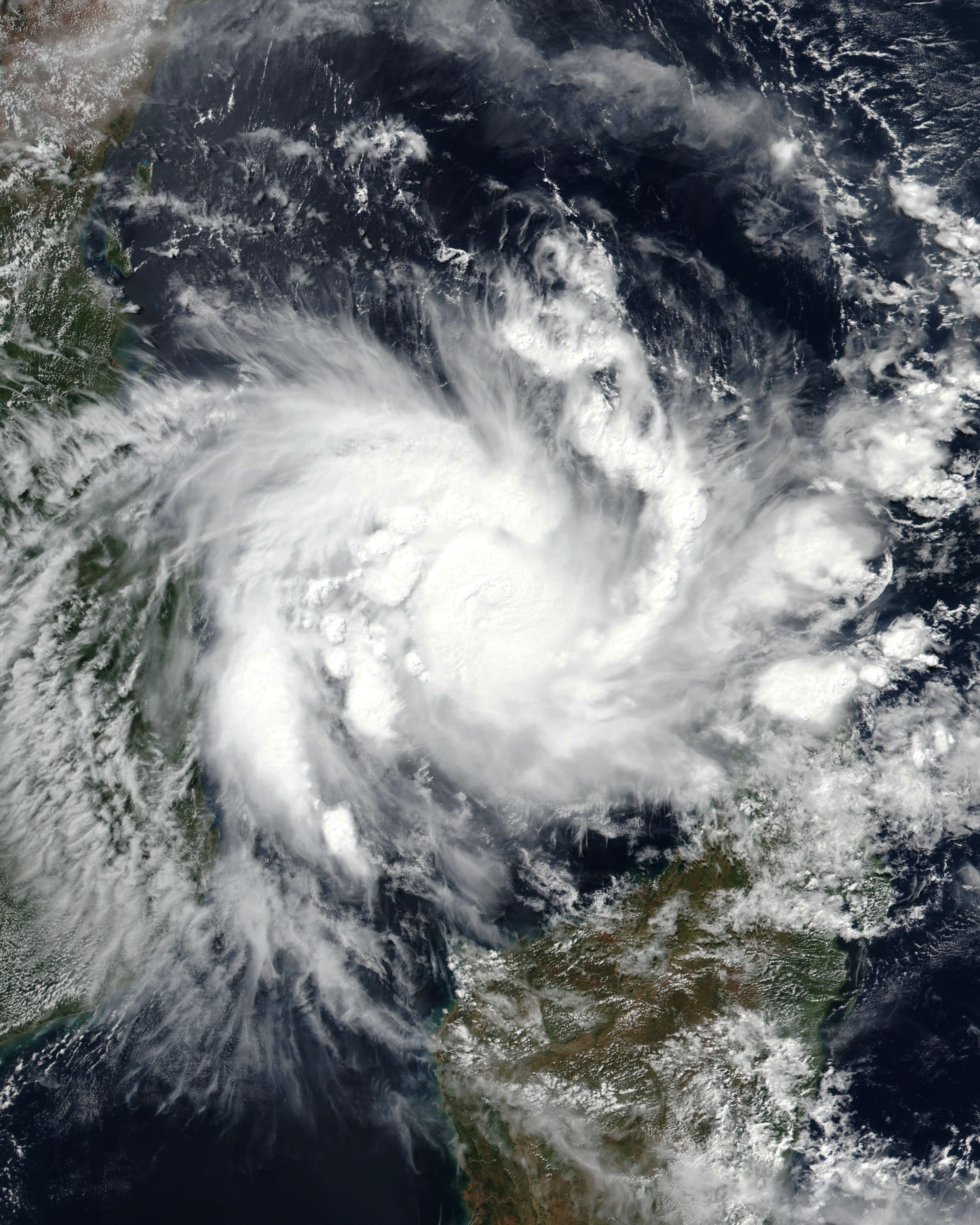
Imagem de satélite do ciclone Kenneth se aproximando das Ilhas Comores em 24 de abril

Após o desembarque, Kenneth foi reclassificado como uma depressão terrestre, com ventos sustentados de 10 minutos de 155 km/h (96 mph), logo abaixo da intensidade de um ciclone tropical intenso. À medida que a tempestade avançava para o interior, degenerou rapidamente. Pouco depois, o JTWC emitiu o seu último aviso no sistema. A convecção central de Kenneth encolheu drasticamente, com apenas uma pequena área remanescente sobre a terra. Apesar de ainda estar em um ambiente atmosférico favorável, Kenneth continuou a enfraquecer rapidamente devido à interação com a terra. Às 00:00 UTC de 26 de abril, o MFR emitiu o seu último alerta sobre Kenneth, relatando ventos sustentados de 10 minutos de 65 km/h (40 mph), enquanto o sistema estava localizado a cerca de 110 km (68 mi) no interior de Moçambique. Kenneth continuou a enfraquecer, com seus ventos caindo abaixo da força do vendaval enquanto continuava o seu movimento para o sul. Em 27 de abril, surgiram tempestades na costa de Moçambique, embora o centro de Kenneth permanecesse sobre a terra, pois o sistema começou a derivar para o norte. Em 28 de abril, Kenneth emergiu ao largo da costa do norte de Moçambique, mas continuou a enfraquecer devido às condições desfavoráveis. Posteriormente, Kenneth se dissipou por volta das 12:00 UTC de 29 de abril.

## Preparações e impacto
No geral, Kenneth matou pelo menos 52 pessoas e os danos são estimados em pelo menos US $ 100 milhões. No país de Comores, os ventos e as chuvas de Kenneth mataram pelo menos sete pessoas e feriram mais de 200. As estimativas preliminares afirmam que aproximadamente 60–80% das culturas básicas foram destruídas.
Kenneth atingiu Moçambique cerca de um mês depois que o ciclone Idai devastou a parte norte do país, levantando temores de que a crise humanitária em curso pudesse ser agravada pela tempestade. As autoridades locais no norte de Moçambique evacuaram mais de 30.000 pessoas antes da tempestade, devido aos impactos esperados.
Na noite de quinta-feira, 25 de abril, hora local (12:15 UTC), o ciclone Kenneth atingiu a costa ao norte de Pemba, Moçambique, com ventos sustentados de 1 minuto de 220 km/h (140 mph). A IFRC relatou danos generalizados na cidade, com cortes de energia registados em toda a cidade e várias árvores derrubadas, o que causou ainda mais danos. Em Moçambique, um total de 45 pessoas foram mortas, incluindo uma mulher que foi morta pela queda de um coqueiro perto de Pemba. Além disso, quatro navios naufragaram na costa da cidade de Palma. Na Ilha do Ibo, foi relatado que 90% das casas foram destruídas. Na Província de Cabo Delgado, 2.500 casas foram destruídas e várias escolas e hospitais também sofreram danos.

## Rescaldo
Após a tempestade, a União Europeia libertou € 1,5 milhões como assistência imediata para aqueles que foram afectados pelo ciclone em Moçambique e Comores. As Nações Unidas forneceram uma ajuda de emergência de $ 13 milhões a Moçambique e Comores, que podem ajudar a fornecer alimentos e água, bem como a reparar a infraestrutura danificada. A tempestade também resultou em uma redução temporária da violência em meio à insurgência islâmica em Moçambique, embora os ataques rebeldes tenham retomado em maio de 2019.